# Тимошенко, Александра Александровна
Алекса́ндра Алекса́ндровна Тимоше́нко (укр. Олександра Олександрівна Тимошенко; род. 18 февраля 1972, Богуслав, УССР, СССР) — советская и украинская спортсменка по художественной гимнастике. Заслуженный мастер спорта СССР (1989).

## Биография

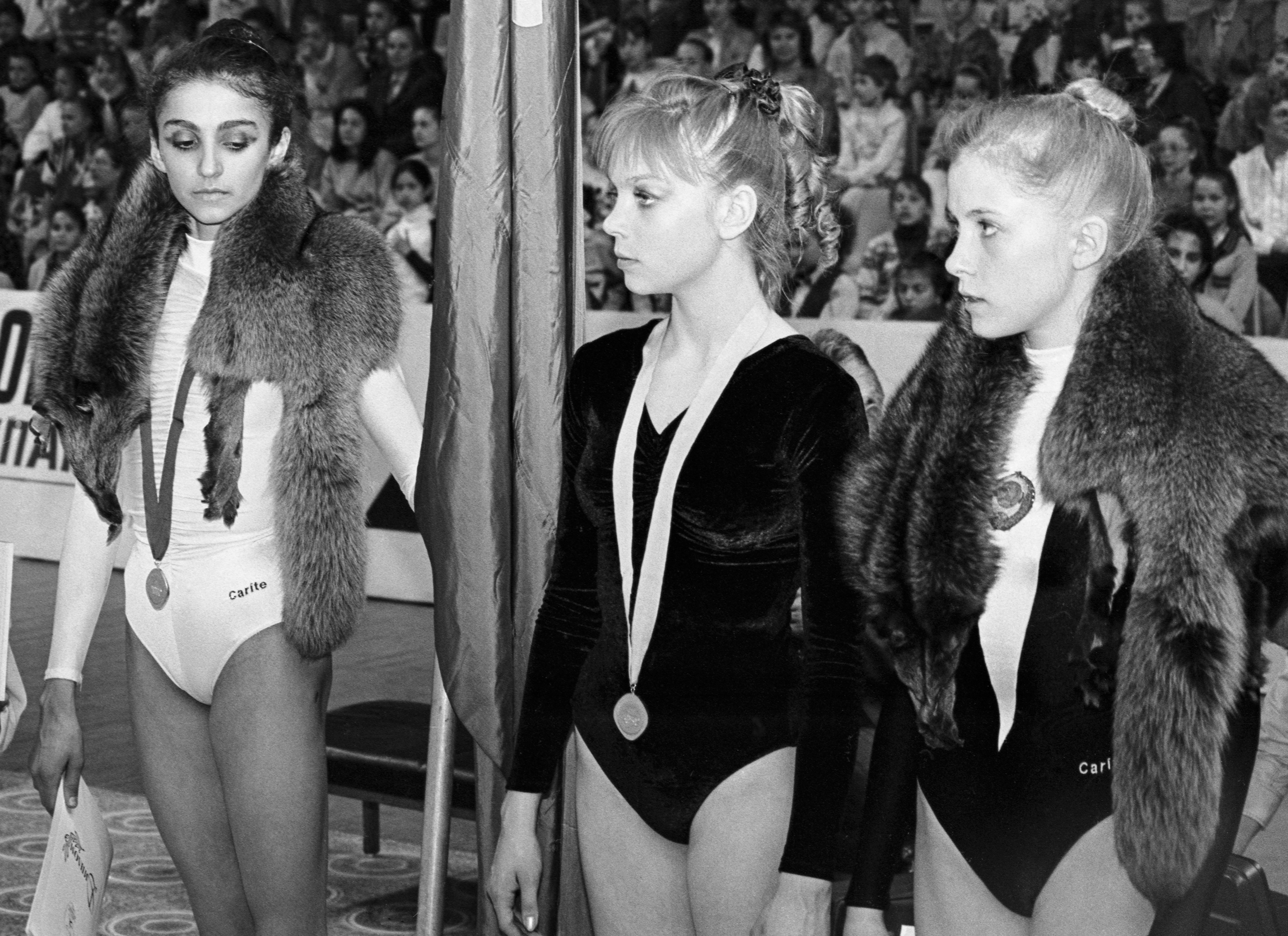
А. Тимошенко, О. Скалдина, О. Костина на XI Международном турнире по художественной гимнастике, 06.05.1990

В детстве из-за ревматоидного артрита Саша провела год в постели, и некоторые говорили, что она не сможет ходить и будет передвигаться на инвалидной коляске. Когда Тимошенко был семь лет, её отец (строительный инженер), был приглашен работать в Киев. Там с 8 лет началась её подготовка в Школе художественной гимнастики, где она тренировалась у Альбины и Ирины Дерюгиных.
В возрасте 14 лет стала чемпионкой СССР среди юниоров и вскоре завоевала три медали в европейском первенстве: золото в упражнениях со скакалкой, серебро с обручем и бронза с лентой. Затем, стабильно выступая на различных межреспубликанских соревнованиях внутри СССР, стала гимнасткой номер два после Марины Лобач, тем самым завоевав право выступать в 1988 на европейском чемпионате.
На европейском чемпионате 1988 года в Хельсинки (Финляндия) она поделила звание абсолютной чемпионки с двумя болгарками — Элизабет Колевой и Адрианой Дунавской. Там она также завоевала три золотых медали в отдельных видах программы: золото с обручем, булавами и скакалкой. Несколько месяцев спустя она завоевала бронзовую медаль в многоборье на Олимпиаде в Сеуле, и только после этого впервые стала чемпионкой СССР в многоборье.
Когда в июне 1989 на чемпионате СССР в Красноярске Тимошенко должна была выступать с мячом, параллельно с ней другая девушка проводила выступления с лентой. В тот момент, когда Тимошенко делала сальто, эта девушка задела её палочкой от ленты, что привело к рассечению века.[значимость факта?] На следующий день она продолжила соревнования и завоевала титул чемпионки.
В 1992 года на Олимпиаде в Барселоне Тимошенко завоевала золото в индивидуальном многоборье.
В 1992 закончила спортивные выступления, стала жить в Австрии. Получила юридическое образование, стала работать в адвокатской конторе.

## Спортивные достижения
- 1987. Чемпионат Европы среди юниоров — 1-е место со скакалкой, 2-е место — обруч, 3-е место — лента, 7-е место — многоборье.
- 1988. Чемпионат Европы — 1-е место за выступления со скакалкой, обручем, булавами; 7-е место — лента, 1-е место — многоборье.
- 1988. Олимпийские игры, Сеул (Республика Корея) — 3-е место — многоборье.
- 1989. Финал Кубка Европы — 1-е место — многоборье, лента, мяч; 2-е место обруч, 3-е место — скакалка
- 1989. Чемпионат мира — 1-е место — многоборье, скакалка, обруч, мяч; 2-е место лента.
- 1990. Игры доброй воли — 1-е место обруч, лента; 4 место — многоборье.
- 1990. Чемпионат Европы — 2-е место скакалка, обруч; 1-е место мяч, многоборье.
- 1991. Финал Кубка Европы — 1-е место скакалка, обруч, мяч, булавы, многоборье.
- 1991. Гимнастические игры — 1-е место скакалка, обруч, мяч, булавы, многоборье.
- 1991. Чемпионат мира — 1-е место скакалка, обруч, мяч, булавы, команда; 2 место — многоборье.
- 1992. Чемпионат Европы — 1-е место обруч, мяч, булавы; 2-е место — скакалка, многоборье, 5-е место команда.
- 1992. Олимпийские игры, Барселона (Испания) — 1-е место — многоборье.